# دانيال لوكليرك
دانيال لوكليرك (بالفرنسية: Daniel Leclercq)‏ هو مدرب كرة قدم ولاعب كرة قدم فرنسي في مركز الدفاع، ولد في 4 سبتمبر 1949 في Trith-Saint-Léger ‏ في فرنسا، وتوفي في 22 نوفمبر 2019 في Sainte-Luce, Martinique ‏ في فرنسا بسبب انصمام رئوي. لعب مع أولمبيك مارسيليا ونادي أنغوليم ونادي فالينسيان ونادي لانس.

## وصلات خارجية
- دانيال لوكليرك على موقع قاعدة بيانات كرة القدم.إي يو (الإنجليزية)
- دانيال لوكليرك على موقع ليكيب (الفرنسية)
- دانيال لوكليرك على موقع عالم كرة القدم.نت (الإنجليزية)